# Påtaglig fara (film)
Påtaglig fara (engelska: Clear and Present Danger) är en amerikansk actionthriller från 1994, baserad på romanen med samma namn av Tom Clancy. Filmen hade amerikansk premiär den 3 augusti 1994 och är regisserad av Phillip Noyce. I filmen spelas Jack Ryan av Harrison Ford och Jacks hustru Dr. Cathy Muller Ryan av Anne Archer.

## Handling
När Jack Ryans mentor, viceamiral James Greer (James Earl Jones), blir allvarligt sjuk utnämns han som tillförordnad biträdande underrättelsedirektör för CIA. Hans första uppdrag: att utreda mordet på en av presidentens vänner, en framstående amerikansk affärsman med hemliga förbindelser till colombianska drogkarteller. Vad Ryan inte vet är att andra krafter inom CIA och presidentens administration redan har skickat en livsfarlig fältoperatör (Willem Dafoe) för att leda en paramilitär styrka mot de colombianska knarkbaronerna, trots att Ryan försäkrat under ed inför senatens underrättelseutskott att några paramilitära operationer inte äger rum i Colombia.

## Rollista
| Harrison Ford      | – Jack Ryan                                                                    |
| Willem Dafoe       | – John Clark                                                                   |
| Anne Archer        | – Dr. Catherine "Cathy" Ryan                                                   |
| Thora Birch        | – Sally Ryan                                                                   |
| Joaquim de Almeida | – Félix Cortez                                                                 |
| Henry Czerny       | – Robert Ritter, CIA:s biträdande direktör för fältoperationer                 |
| Ellen Geer         | – Mary Pat Foley, assistent till ställföreträdande CIA-direktören              |
| Harris Yulin       | – James Cutter, Presidentens nationelle säkerhetsrådgivare                     |
| Donald Moffat      | – Bennett, USA:s president                                                     |
| Miguel Sandoval    | – Ernesto Escobedo, ledare för Calikartellen                                   |
| Benjamin Bratt     | – Captain Ramirez                                                              |
| Raymond Cruz       | – Domingo Chavez                                                               |
| James Earl Jones   | – Admiral James Greer, CIA:s Biträdande underrättelsedirektör                  |
| Belita Moreno      | – Senior Special Agent Jean Fowler, DEA Taskforce Commander                    |
| Reg E. Cathey      | – fanjunkaren                                                                  |
| Jaime Gomez        | – Sgt. Julio Vega                                                              |
| Greg Germann       | – Petey                                                                        |
| Ted Raimi          | – satellitanalytikern                                                          |
| Rex Linn           | – Washington-detektiven                                                        |
| Ann Magnuson       | – Moira Wolfson, assistent till direktören för Federal Bureau of Investigation |
| Reed Diamond       | – kustvaktschefen                                                              |